# Dolomitenfreunde

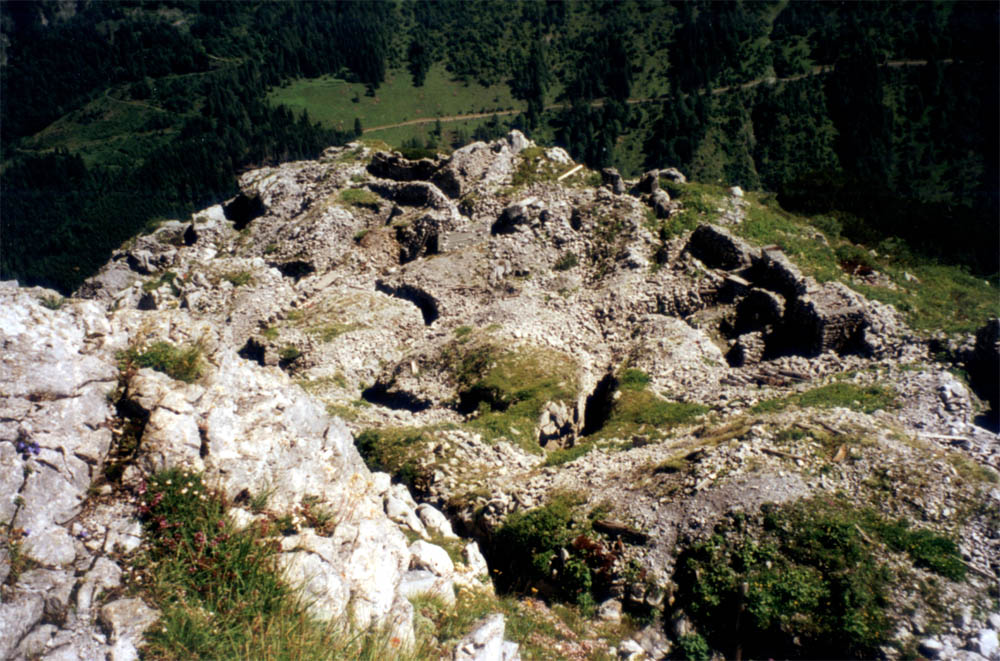
Kleiner Pal mit Stellungen aus dem Ersten Weltkrieg

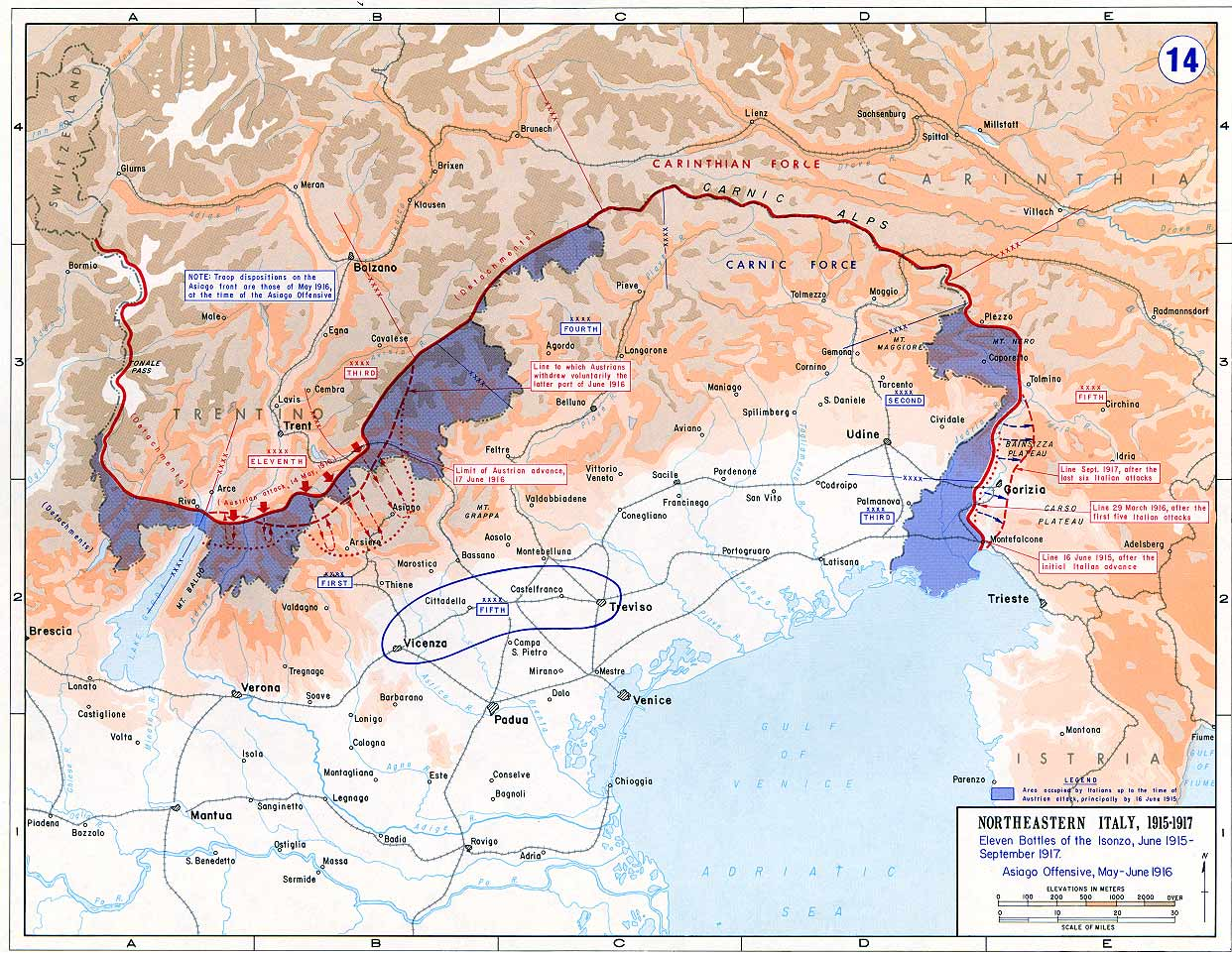
Die italienische Front 1915–1917: elf Schlachten in der Isonzo- und Asiago-Offensive. In blau, italienische Eroberungen.

Dolomitenfreunde ist die gebräuchliche Kurzbezeichnung für den Verein „Dolomitenfreunde - Friedenswege / Le vie della pace“ mit Sitz in Kötschach-Mauthen. Der Verein wurde 1973 von Walther Schaumann gegründet und hat den Zweck, die „Pflege der Völkerverständigung zwischen den ehemaligen Gegnern des Ersten Weltkriegs (1914–1918) durch historische Erforschung, Erschließung und Dokumentation des Gebietes der ehemaligen Südwestfront und ferner der Abbau allfälliger Ressentiments.“
Im Zentrum der gemeinnützigen Tätigkeit der Mitglieder und freiwilligen Helfer, welche bisher aus 20 Ländern (z. B. aus Albanien, Deutschland, Italien, Irland, Österreich, Polen, Russland, Schweiz, Spanien, Tschechien und Ungarn) stammen, stand zunächst die Instandsetzung von Wegen, der Bau von Schutzhütten und Notbiwaks im ehemaligen Frontgebiet. Seit 1983 sind die Dolomitenfreunde am Plöckenpaß an der Grenze zwischen Österreich und Italien tätig. Der Schwerpunkt der Aktionen liegt nun auf der Dokumentation unserer Zeitgeschichte durch den Ausbau musealer Einrichtungen. Dies sind das Museum 1915–1918 „Vom Ortler bis zur Adria“ im Rathaus von Kötschach-Mauthen (eröffnet am 11. Juli 1992) und das Freilichtmuseum im Raum der Plöcken. Gemeinsam vermitteln diese einen besonderen Eindruck der geschichtlichen Ereignisse und ihrer Auswirkungen bis in die Gegenwart. Die unmittelbare Nähe beider Museen (12 km) bietet eine einmalige Gelegenheit in der Natur, an historischer Stelle, eine ganz persönliche Vorstellung vom Gebirgskrieg im Ersten Weltkrieg zu gewinnen.

## Umgesetzte Projekte
- Das erste Projekt, das der Verein 1973 in der Fanesgruppe verwirklichten, bestand in der Instandsetzung des Weges auf den Monte Vallon Bianco, einen mit Stellungsresten übersäten Eckpfeiler der Front – hier entstand die erste „Via della pace“.[3] In den Folgejahren wurden in der Fanesgruppe, am Col di Lana, Hexenfels, Lagazuoi und Tofana weitere Wege und Klettersteige rekonstruiert sowie Biwaks errichtet.
- 1975 – 1977 wurden die Dolomitenfreunde zum ersten Mal in Österreich tätig: Der in der Zwischenkriegszeit vom  österreichischen Alpenverein aus dem Netz ehemaliger Frontsteige erbaute Karnischen Höhenweg vereinsamte, da durch die Ereignisse des Zweiten Weltkriegs die Schutzhäuser und Biwaks zum Teil zerstört worden waren, fehlte den Bergsteigern nun nach einer Tagesetappe eine Unterkunft, daher verfiel auch der Weg. Die Dolomitenfreunde schlugen dem ÖAV eine Arbeitsgemeinschaft vor. Die Materialbeschaffung und die Lebensmittel für die Freiwilligen gingen zu Lasten des ÖAV, dafür verpflichteten sich die Dolomitenfreunde die gesamte maschinelle Ausrüstung der Baustellen und die Geländefahrzeuge zu stellen und mit Freiwilligen den Weg- und Hüttenbau durchzuführen. Der Vorschlag wurde angenommen und so entstand hier im Lauf der Jahre ein neuer „Friedensweg“. Wie bei allen anderen Aktionen der Dolomitenfreunde wurde auch hier das Fertiggestellte kostenlos den für die Erhaltung Zuständigen übergeben.
- Durch das wachsende Interesse der Besucher entstand die Idee die ehemaligen Stellungen an einem historisch besonders markanten und landschaftlich schönen Punkt zu einem Freilichtmuseum des Gebirgskrieges auszubauen. Die Wahl fiel auf den Monte Piano, wo zunächst die ehemaligen italienischen und österreichisch-ungarischen Frontsteige im Gipfelraum des Monte Piano zu einem verbindenden Rundweg zusammengeschlossen wurden und dann auch aus den Tälern emporführenden Wege und Steige wieder aktiviert werden konnten. Weiters wurden ca. 30 Objekten museal reaktiviert und wieder an das Bild des Jahres 1917 herangeführt.[4]
- Seit 1983 ist der Verein der Dolomitenfreunde im Rahmen seiner „Aktionen Friedenswege“ mit Freiwilligen im Raum des Plöckenpasses an der Errichtung und Erhaltung des „Freilichtmuseums des Gebirgskrieges 1915-1917“ tätig.[5]  Nach Schaumanns Idee sollte der ehemals schwer umkämpfte Kriegsschauplatz nun zu einem Ort der Begegnung und Besinnung werden.